# Rumunia na Zimowych Igrzyskach Olimpijskich 1928
Reprezentacja Rumunii na Zimowych Igrzyskach Olimpijskich 1928 w Sankt Moritz składała się z 10 zawodników, którzy wystartowali w jednej z ośmiu oficjalnych konkurencji rozgrywanych podczas tych zawodów. Był to debiut tej reprezentacji na zimowych igrzyskach olimpijskich. Oprócz 10 bobsleistów w zawodach wystąpiła również sztafeta w patrolu wojskowym, prekursorze biathlonu, który był dyscypliną pokazową i nie był brany pod uwagę w klasyfikacji punktowej i medalowej. Najstarszym zawodnikiem w kadrze był 33-letni Horia Roman, a najmłodszym 22-letni Grigore Socolescu.
Rumuni nie zdobyli żadnego medalu olimpijskiego. Ponadto w żadnej z oficjalnych konkurencji nie zajęli miejsca w pierwszej szóstce, stąd, podobnie jak 10 innych reprezentacji, nie zostali sklasyfikowani w klasyfikacji punktowej

## Bobsleje
Bobsleje były jedyną oficjalną dyscypliną olimpijską, w której zaprezentowali się zawodnicy z Rumunii. W dyscyplinie, po raz drugi będącej w programie zimowych igrzysk olimpijskich, rozgrywany był jedynie konkurs piątek, prekursora czwórek. Wystartowały w nim 23 ekipy z 14 krajów. Dwa pierwsze miejsca zajęły załogi reprezentujące Stany Zjednoczone. Dla większości reprezentantów Rumunii był to ostatni start na igrzyskach olimpijskich. Jedynym zawodnikiem, który wystąpił na nich ponownie był Tiță Rădulescu, który brał również udział w Zimowych Igrzyskach Olimpijskich 1936 w Garmisch-Partenkirchen.
Mężczyźni
- Alexandru Berlescu
- Iulian P. Gavăț
- Toma Petre Ghițulescu
- Traian Nițescu
- Petre Petrovici
- Tiță Rădulescu
- Horia Roman
- Grigore Socolescu
- Mircea Socolescu
- Eugen Ștefănescu

| Skład                                                                                       | Zjazd 1. | Msc. 1. | Zjazd 2. | Msc. 2. | W sumie | Miejsce |
| ------------------------------------------------------------------------------------------- | -------- | ------- | -------- | ------- | ------- | ------- |
| Grigore Socolescu, Mircea Socolescu, Iulian P. Gavăț, Toma Petre Ghițulescu, Traian Nițescu | 1:43.8   | 13      | 1:40.8   | 4       | 3:24.6  | 7       |
| Alexandru Berlescu, Petre Petrovici, Horia Roman, Eugen Ștefănescu, Tiță Rădulescu          | 1:47.3   | 21      | 1:44.9   | 13      | 3:32.2  | 19      |

## Patrol wojskowy (dyscyplina pokazowa)
Podczas igrzysk olimpijskich była rozgrywane dwie dyscypliny pokazowe, które nie były brane pod uwagę w klasyfikacji medalowej. W jednej z nich, biegu patrolowym, wystąpiła czwórka rumuńskich żołnierzy: Ion Zăgănescu, Ioan Rucăreanu, Constantin Pascu i Toma Calista. Rumuni zajęli 8 miejsce na 9 startujących ekip. Patrol wojskowy wszedł do programu igrzysk olimpijskich jako biathlon w 1960, podczas igrzysk w Squaw Valley.